# 声公 (鄭)
声公（せいこう、生年不詳 - 紀元前463年）は、春秋時代の鄭の君主。姓は姫、名は勝。晋の范氏・中行氏の乱に加担して危難を招き、宋と激しく争闘して、かれの時代に鄭はますます弱体化した。

## 生涯
鄭の献公の子として生まれた。紀元前501年4月、献公が死去すると、声公は後を嗣いで鄭公として即位した。紀元前499年、魯と講和した。紀元前495年、鄭の罕達が宋軍を老丘で破った。紀元前493年、鄭は晋の范氏・中行氏の乱に加担し、罕達率いる鄭軍は范氏のもとに兵糧を輸送した。鄭軍は戚で晋の趙鞅率いる軍と遭遇し、鉄の地で会戦して敗れた。紀元前490年、駟秦が鄭人に殺害された。紀元前488年、宋の皇瑗が軍を率いて鄭に侵攻した。この年、宋軍が曹を包囲すると、駟弘が鄭軍を率いて曹を救援した。。紀元前486年、鄭軍が宋の雍丘を包囲した。宋の皇瑗が救援の軍を率いて鄭軍をさらに包囲して破った。紀元前483年、宋の向巣が鄭を攻撃して鍚を占領し、元公の孫を殺し、嵒を包囲した。鄭の罕達が嵒を救援し、宋軍を包囲した。紀元前482年、鄭の罕達が宋軍を嵒で撃破した。紀元前480年、鄭軍が宋に侵攻した。紀元前475年、斉を中心に廩丘で会盟がおこなわれ、晋に対する攻撃が謀議されたが、鄭が脱落したため、密約は成らなかった。紀元前469年、鄭軍は斉軍とともに衛を攻撃した。紀元前468年、晋の智瑶が鄭を攻撃した。鄭の駟弘は斉に救援を求めた。紀元前463年、声公は死去し、子の哀公が鄭公として即位した。